# Liste der Biografien/Fischer, F
Liste der Biografien |
Portal Biografien |
F Personensuche
# |
A |
B |
C |
D |
E |
F |
G |
H |
I |
J |
K |
L |
M |
N |
O |
P |
Q |
R |
S |
T |
U |
V |
W |
X |
Y |
Z |
?
 
Fa |
Fe |
Ff |
Fh |
Fi |
Fj |
Fk |
Fl |
Fm |
Fn |
Fo |
Fr |
Ft |
Fu |
Fy
 
Fia |
Fib |
Fic |
Fid |
Fie |
Fif |
Fig |
Fih |
Fii |
Fij |
Fik |
Fil |
Fim |
Fin |
Fio |
Fip |
Fiq |
Fir |
Fis |
Fit |
Fiu |
Fiv |
Fix |
Fiz
 
Fisa |
Fisb |
Fisc |
Fise |
Fish |
Fisi |
Fisk |
Fisl |
Fism |
Fiso |
Fisq |
Fiss |
Fist |
Fisu |
Fisz
 
Fisce |
Fisch |
Fiscu
 
Fischa |
Fischb |
Fischd |
Fische |
Fischg |
Fischh |
Fischi |
Fischl |
Fischm |
Fischn |
Fischo |
Fischt
 
Fisched |
Fischel |
Fischen |
Fischer |
Fischet
 
Fischer, A |
Fischer, B |
Fischer, C |
Fischer, D |
Fischer, E |
Fischer, F |
Fischer, G |
Fischer, H |
Fischer, I |
Fischer, J |
Fischer, K |
Fischer, L |
Fischer, M |
Fischer, N |
Fischer, O |
Fischer, P |
Fischer, R |
Fischer, S |
Fischer, T |
Fischer, U |
Fischer, V |
Fischer, W |
Fischer, X |
Fischer, Y |
Fischer, Z |
Fischera |
Fischerk |
Fischerm |
Fischern |
Fischero
Die Liste der Biografien führt alle Personen auf, die in der deutschsprachigen Wikipedia einen Artikel haben. Dieses ist eine Teilliste mit 87 Einträgen von Personen, deren Namen mit den Buchstaben „Fischer, F“ beginnt.

## Fischer, F

### Fischer, Fa
- Fischer, Fabienne (* 1961), Schweizer Rechtsanwältin und Politikerin (Grüne)

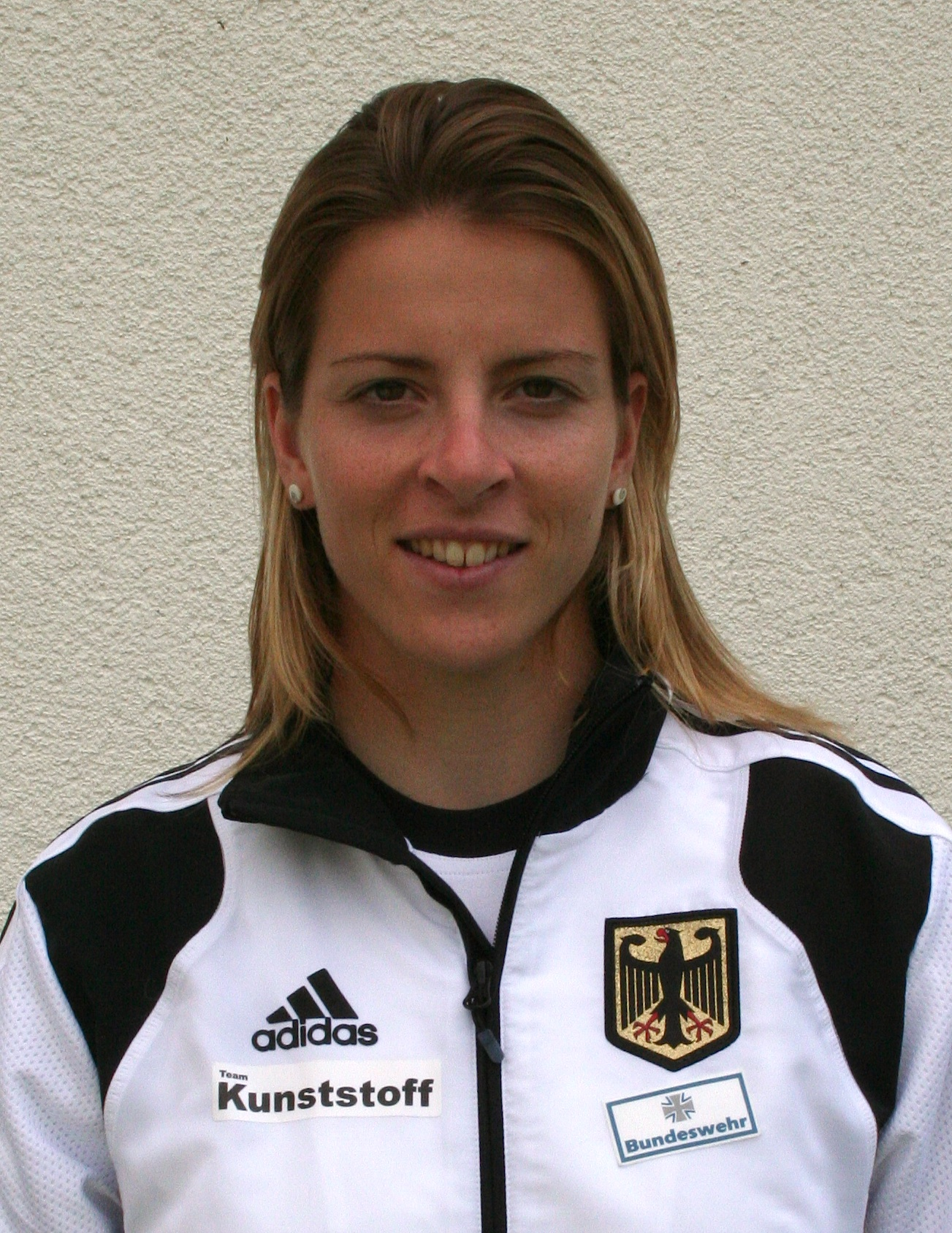
Fanny Fischer (* 1986)

- Fischer, Fanny (* 1986), deutsche KanutinFanny Fischer (* 1986)

### Fischer, Fe
- Fischer, Felix (1855–1927), österreichischer Chemiker
- Fischer, Felix (* 1983), deutscher Volleyball-Nationalspieler
- Fischer, Felix (* 2006), österreichischer Fußballspieler
- Fischer, Felix R. (* 1980), deutscher Chemiker
- Fischer, Ferdi (* 1978), deutscher Stuntkoordinator, Regisseur, Kameramann und Stuntman
- Fischer, Ferdinand (1652–1725), österreichischer Lautenspieler, Komponist, Musikarchivar und Geistlicher
- Fischer, Ferdinand (1836–1916), deutscher Bürgermeister und Politiker
- Fischer, Ferdinand (1840–1934), deutscher Gastwirt und Politiker, MdL
- Fischer, Ferdinand (1842–1916), deutscher Chemiker
- Fischer, Ferdinand (* 1936), deutscher Lehrer und Autor
- Fischer, Ferdinand von (1784–1860), deutscher Architekt

### Fischer, Fi
- Fischer, Filip (* 1981), schwedischer Snowboarder

### Fischer, Fl
- Fischer, Florian (* 1974), deutscher Sänger, Songwriter und Musikmanager
- Fischer, Florian (* 1978), deutscher Schauspieler und Sprecher
- Fischer, Florian (* 1981), deutscher Filmregisseur, Fotograf und Gestalter
- Fischer, Florian (* 1985), deutscher Schauspieler
- Fischer, Florian (* 1988), österreichischer Radballspieler
- Fischer, Florian, deutscher Theaterregisseur, Kurator und Bühnenautor

### Fischer, Fr
- Fischer, Frank (* 1942), US-amerikanischer Politologe und Politsoziologe
- Fischer, Frank (* 1960), deutscher Kanute
- Fischer, Frank (* 1965), deutscher Psychologe
- Fischer, Frank, deutscher American-Football-Spieler
- Fischer, Frank (* 1970), deutscher Hörfunkmoderator und Redakteur
- Fischer, Frank (* 1977), deutscher Schriftsteller, Literaturwissenschaftler und Hochschullehrer
- Fischer, Frans (1875–1949), belgischer Politiker (Belgische Arbeiterpartei)
- Fischer, Franz (1830–1888), österreichischer Politiker
- Fischer, Franz (1849–1918), deutscher Dirigent und Cellist
- Fischer, Franz (1877–1947), deutscher ChemikerFranz Fischer (1877–1947)

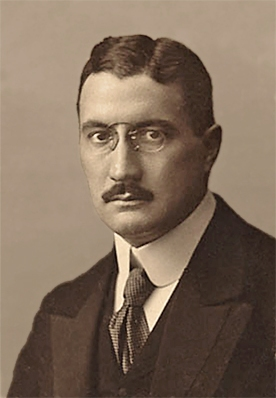
Franz Fischer (1877–1947)

- Fischer, Franz (1887–1943), österreichischer Politiker
- Fischer, Franz (1889–1962), deutscher Ingenieur, bayerischer Verwaltungsbeamter und Staatssekretär
- Fischer, Franz (* 1894), deutscher Politiker (CDU), Landtagsabgeordneter in Mecklenburg-Vorpommern
- Fischer, Franz (1896–1983), deutscher Offizier, zuletzt SS-Brigadeführer
- Fischer, Franz (1900–1980), Schweizer Bildhauer und Plastiker
- Fischer, Franz (1901–1989), deutscher SS-SturmbannführerFranz Fischer (1901–1989)

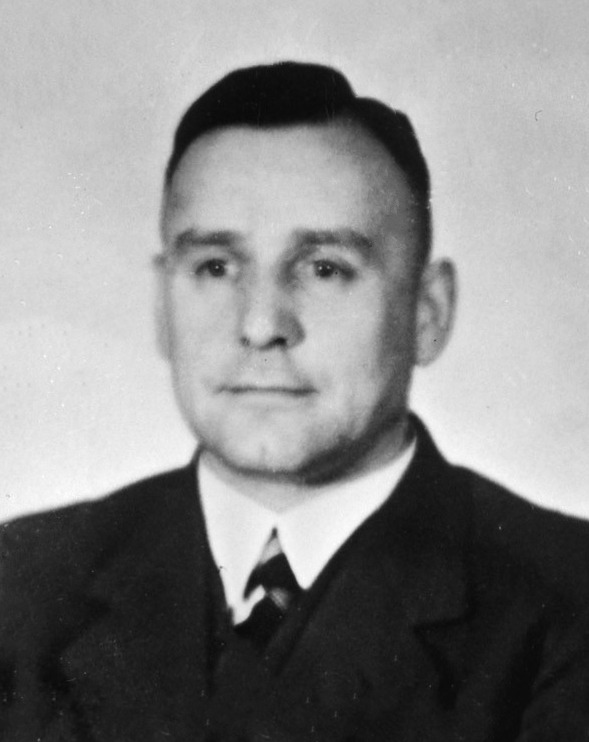
Franz Fischer (1901–1989)

- Fischer, Franz (1904–1986), deutscher KPD-Funktionär und SED-Funktionär
- Fischer, Franz (1912–1983), österreichischer Journalist und Staatsbeamter
- Fischer, Franz (1925–2016), deutscher Prähistoriker
- Fischer, Franz (1929–1970), österreichischer Philosoph
- Fischer, Franz Dieter (* 1941), österreichischer Ingenieurwissenschaftler und Hochschullehrer
- Fischer, Franz Gottwalt (1902–1960), deutscher Chemiker
- Fischer, Franz Joseph († 1806), Prämonstratenser, Abt
- Fischer, Franz Joseph (1871–1958), deutscher katholischer Theologe und Weihbischof
- Fischer, Franz Karl (1710–1772), deutscher Baumeister
- Fischer, Franz-Alois (* 1983), deutscher Rechtsanwalt, Philosoph und Autor
- Fischer, Franziska (1897–1972), deutsche Bäuerin und bayerische Senatorin
- Fischer, Franziska (* 1968), deutsche Journalistin, Fernsehmoderatorin, Redakteurin und Autorin
- Fischer, Franziska (* 1983), deutsche Schriftstellerin
- Fischer, Franziska (* 1999), deutsche Handballspielerin
- Fischer, Frauke (* 1965), deutsche Biologin
- Fischer, Frederik (1809–1871), dänischer Redakteur
- Fischer, Frederike (* 1986), deutsche Beachvolleyballspielerin
- Fischer, Frieda (1886–1966), deutsche Malerin
- Fischer, Friedhelm (* 1955), deutscher Bauingenieur und Bürgermeister von Langenhagen
- Fischer, Friedrich, deutscher Humanist und Jurist
- Fischer, Friedrich (1801–1853), deutscher Philosoph
- Fischer, Friedrich (1815–1874), deutscher Webermeister und Politiker, MdL
- Fischer, Friedrich (1827–1890), deutscher Braumeister
- Fischer, Friedrich (1849–1899), Erfinder der Kugelschleifmaschine und Gründer des Kugellagerherstellers FischerFriedrich Fischer (1849–1899)

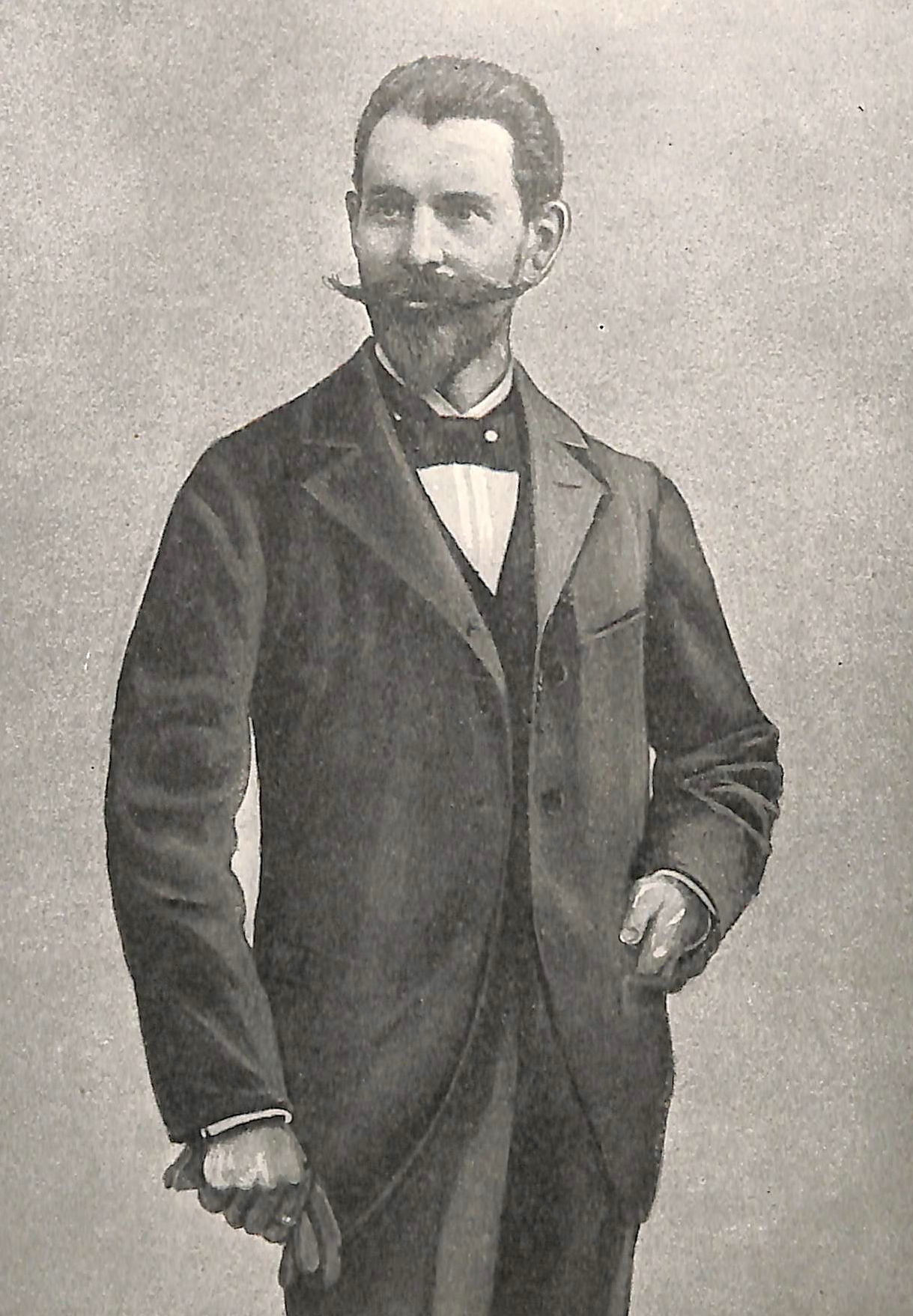
Friedrich Fischer (1849–1899)

- Fischer, Friedrich (1865–1934), deutscher Politiker der SPD
- Fischer, Friedrich (1879–1944), deutscher Architekt und Hochschullehrer
- Fischer, Friedrich (* 1908), deutscher KZ-Lagerkommandant
- Fischer, Friedrich August (1727–1786), deutscher Rechtswissenschaftler
- Fischer, Friedrich Christoph Jonathan (1750–1797), deutscher Historiker und Rechtswissenschaftler
- Fischer, Friedrich Ernst Ludwig von (1782–1854), deutsch-holländischer Botaniker
- Fischer, Friedrich Leopold (1798–1857), preußischer Generalmajor, Inspekteur der 3. Ingenieur-Inspektion und Erzieher des Prinzen Friedrich Karl von Preußen
- Fischer, Friedrich Theodor (1803–1867), deutscher Architekt und badischer Baubeamter
- Fischer, Friedrich von (1826–1907), österreichischer General und Historiker
- Fischer, Friedrich Wilhelm (1846–1888), deutscher Advokat und Reichstagsabgeordneter
- Fischer, Friedrich Wilhelm von (1779–1836), deutscher Politiker
- Fischer, Frithjof (1899–1977), deutscher Schriftsteller
- Fischer, Fritz (* 1896), deutscher Radrennfahrer
- Fischer, Fritz (1898–1947), Schweizer Elektroingenieur
- Fischer, Fritz (1898–1985), deutscher Theaterintendant, Regisseur und Schauspieler
- Fischer, Fritz (1905–1945), deutscher Märchenerzähler und niederdeutscher Autor
- Fischer, Fritz (1908–1999), deutscher Historiker
- Fischer, Fritz (1908–1994), österreichischer Langstreckenläufer
- Fischer, Fritz (1911–1968), deutscher Zeichner und Buchillustrator
- Fischer, Fritz (1912–2003), deutscher Chirurg und Sturmbannführer der SS
- Fischer, Fritz (1917–1982), deutscher Politiker (SPD), MdBB
- Fischer, Fritz (1923–2003), deutscher Politiker (SPD)
- Fischer, Fritz (1925–1986), österreichischer Maler
- Fischer, Fritz (* 1954), deutscher Kunsthistoriker
- Fischer, Fritz (* 1956), deutscher BiathletFritz Fischer (* 1956)

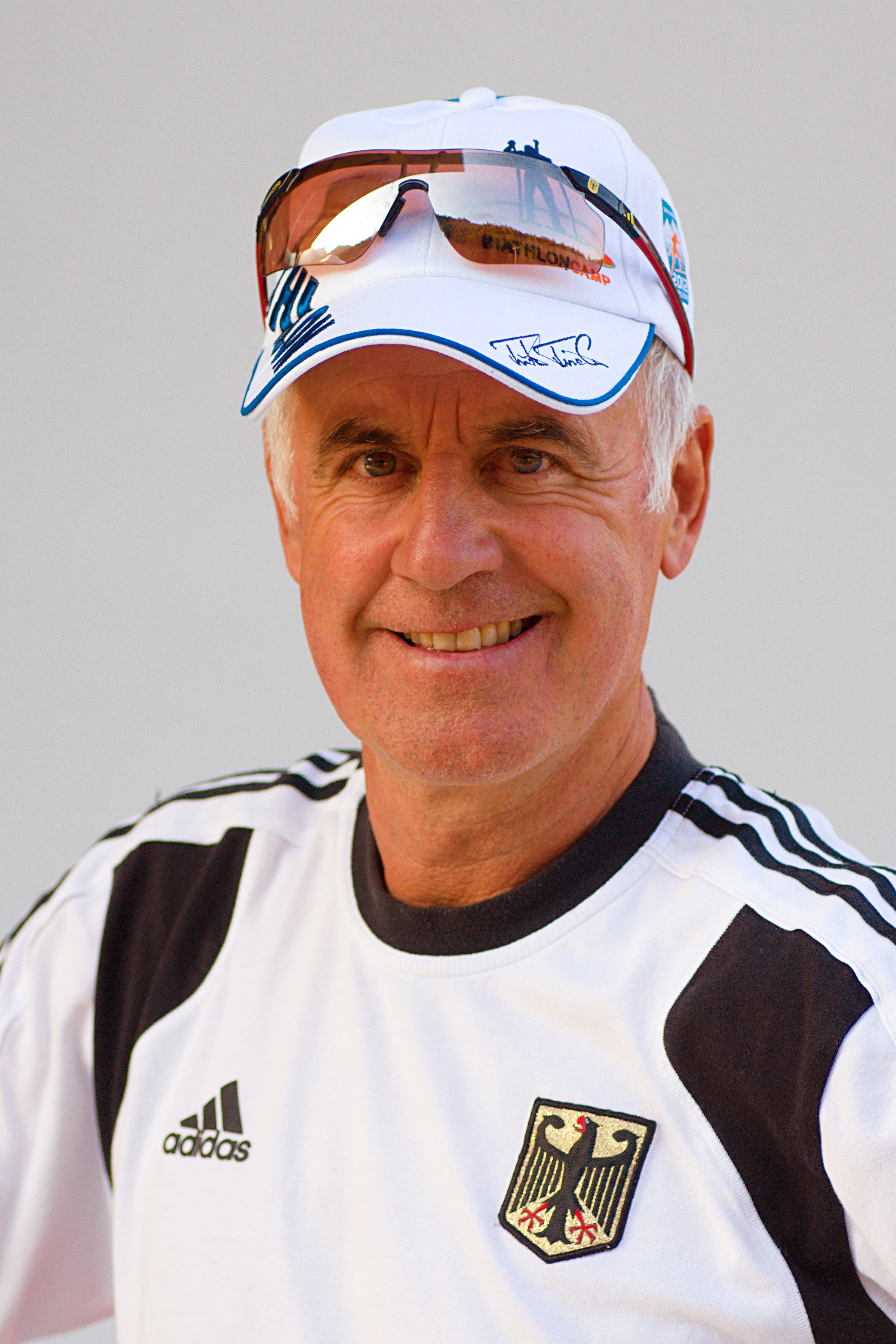
Fritz Fischer (* 1956)

- Fischer, Fritz Willy (1903–1963), österreichischer Maler, Journalist, Schriftsteller und Antiquitätenhändler

### Fischer, Fy
- Fischer, Fynn (* 1999), deutscher Basketballspieler